# SN 2010iv
SN 2010iv – supernowa typu Ia odkryta 15 października 2010 roku w galaktyce A040352-4325. W momencie odkrycia miała maksymalną jasność 17,40m.